# Branko Damljanović
Branko Damljanović (en serbi: Бранко Дамљановић), (nascut el 17 de juny de 1961 a Novi Sad) és un jugador d'escacs serbi, que té el títol de Gran Mestre des de 1989.
A la llista d'Elo de la FIDE del novembre de 2021, hi tenia un Elo de 2478 punts, cosa que en feia el jugador número 19 (en actiu) de Sèrbia. El seu màxim Elo va ser de 2625 punts, a la llista de juliol de 2006 (posició 91 al rànquing mundial).

## Resultats destacats en competició
El 1979, fou Campió Júnior de Iugoslàvia. Els anys 1989 i 1990 empatà al primer lloc al Campionat de Iugoslàvia (amb Zdenko Kožul), i el va guanyar el 1991 i el 2001 (quan ja era el Campionat de la República Federal de Iugoslàvia).
Va participar en el Torneig Interzonal de Manila de 1990, on hi acabà en el lloc 13è amb 7.5/13 punts.
El 2005 empatà al segon lloc al fort torneig obert Bajada de la Virgen a Santa Cruz de La Palma (el campió fou Kamil Mitoń). El 2006 es proclamà campió de la Unió de Sèrbia i Montenegro.
El 2015 empatà al segon lloc al Karpos Open a Skopje, amb 7 punts, mig per sota del campió, Ivan Ivanišević.

### Participació en competicions per equips
El 1989 formà part de l'equip iugoslau que obtingué la medalla d'argent en el Campionat del món per equips celebrat a Luzerna.
A l'Olimpíada d'escacs de 1996, hi obtingué la medalla de bronze a la millor actuació individual al segon tauler.